# Matrículas automovilísticas de Turkmenistán

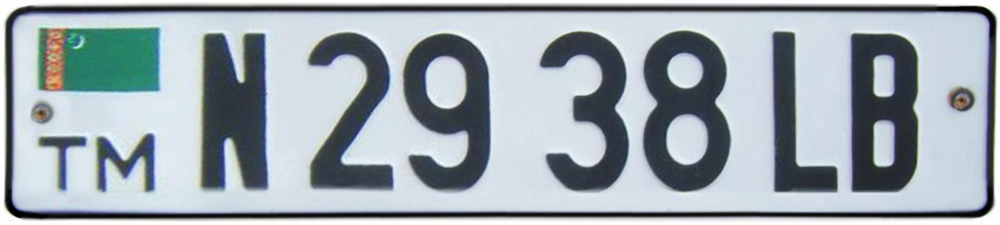
Placa vehicular turcomana. LB = Lebap

Las placas vehiculares turcomanas tienen caracteres negros con fondo blanco más la sigla TM debajo de su bandera al lado izquierdo. Estas comprenden de una letra, cuatro dígitos separados en dos y dos letras; esta última corresponde el código de la ciudad o provincia donde se registró.
| \| \| |
|       |

## Códigos provinciales

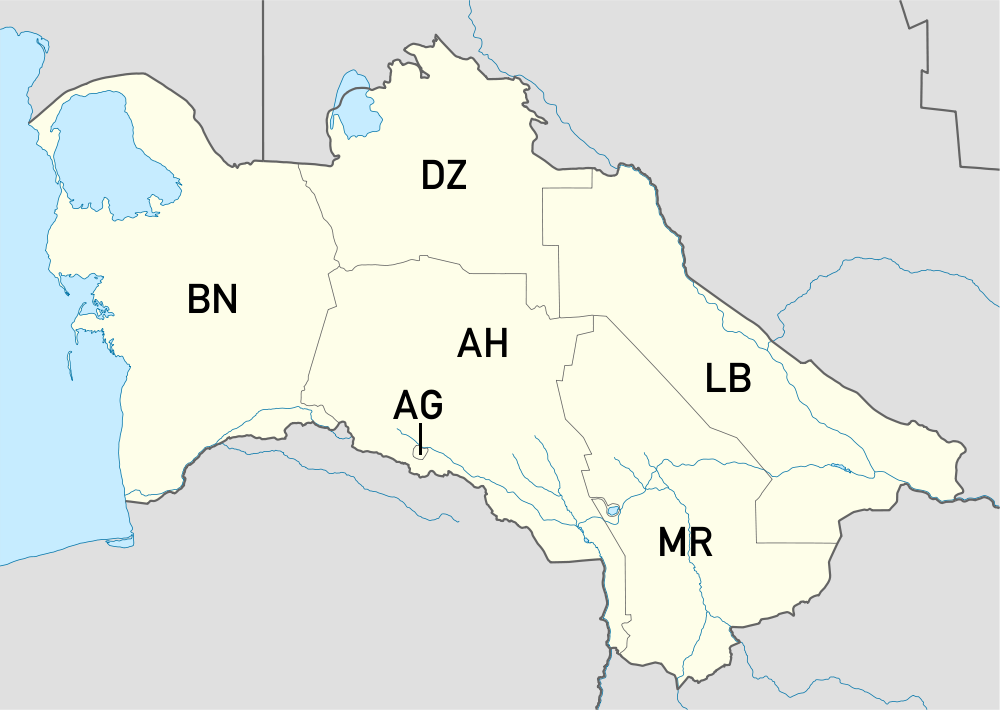
Distribución geográfica por código

| Código | Provincia |
| ------ | --------- |
| AG     | Aşgabat   |
| AH     | Ahal      |
| BN     | Balkan    |
| DZ     | Daşoguz   |
| LB     | Lebap     |
| MR     | Mary      |